# エコノミスト・グループ
ザ・エコノミスト・ニュースペーパー・リミテッド（英語: The Economist Newspaper Limited）は、一般的には「The Economist Group」の商号で知られるロンドンに本部を置くイギリスの多国籍メディア企業。

## 所有者
エコノミスト・グループは2015年8月までメディア・コングロマリットのピアソンがイギリスの高級紙として知られるファイナンシャル・タイムズを所有するザ・ファイナンシャル・タイムズ・リミテッドを通じて所有していた。
2015年8月、エコノミスト・グループの4.7%を所有していたイタリアの財閥一族アニェッリ家の投資持株会社エクソールはピアソンが所有していたエコノミスト株を4億6900万ポンドで購入、持分は43.4%に達し最大の単一株主となった。
他に主要な株主にはキャドバリー家やロスチャイルド家（ロンドン家）、シュローダー家、レイトン家などがいる。
同社では個人や企業が株式の過半数以上を所有することは認められておらず、全ての株主は全議決権の20%以上を行使することは出来ない。筆頭株主であるエクソール（43.4%を所有）であっても議決権を行使できるのは最大20%のみである。

## 取締役会
- ルパート・ペナント・リー - 会長
- Chris Stibbs - CEO
- サー・デイビット・ベル
- バロン・デイトン・ポール・デイトン
- ジョン・エルカーン
- Eli Goldstein
- Lady Heywood
- ブレント・ホバーマン
- アレックス・カープ
- Philip Mallinckrodt
- ザニー・ミントン・ベドーズ - 編集長